# Licaria lucida
Licaria lucida är en lagerväxtart som först beskrevs av Cyrus Longworth Lundell, och fick sitt nu gällande namn av C. K. Allen. Licaria lucida ingår i släktet Licaria och familjen lagerväxter. Inga underarter finns listade i Catalogue of Life.